# Paratrachelophorus brachmanus
Paratrachelophorus brachmanus es una especie de coleóptero de la familia Attelabidae.

## Distribución geográfica
Habita en Birmania, Nepal y China.